# Jean Toulout
Jean Joseph Charles Toulout, né le 28 septembre 1887 à Paris 2e et mort le 18 octobre 1962 à Paris 10e, est un acteur, scénariste, et réalisateur français.

## Biographie
Il fut marié à l'actrice Yvette Andréyor de 1917 à 1926.
Il repose au cimetière de Saint-Cloud (Hauts-de-Seine).

## Théâtre
- 1907 : Marion de Lorme de Victor Hugo, Comédie-Française
- 1908 : La Fille de Pilate de René Fauchois, Théâtre des Arts
- 1911 : L'Hirondelle de Ath. Moreux et J. Pérard, mise en scène Firmin Gémier, Esplanade des Invalides, Théâtre national ambulant Gémier [3]
- 1913 : Le Procureur Hallers de Louis Forest et Henry de Gorsse d'après Paul Lindau, mise en scène Firmin Gémier, Théâtre Antoine
- 1922 : Le Vertige de Charles Méré, mise en scène André Brulé, Théâtre de Paris
- 1928 : Le Carnaval de l'amour de Charles Méré, mise en scène Émile Couvelaine, Théâtre de la Porte-Saint-Martin
- 1930 : L'As, d'Yvan Noé, Blanche Alix et Charles Poidlouë, à l'Apollo
- 1945 : Tristan et Iseut de Lucien Fabre, mise en scène Alfred Pasquali, Théâtre Édouard VII
- 1947 : Nous irons à Valparaiso de Marcel Achard, mise en scène Pierre Blanchar, Théâtre de l'Athénée
- 1948 : Nous irons à Valparaiso de Marcel Achard, mise en scène Pierre Blanchar, Théâtre des Ambassadeurs
- 1951 : Le Diable et le Bon Dieu de Jean-Paul Sartre, mise en scène Louis Jouvet, Théâtre Antoine
- 1955 : Nekrassov de Jean-Paul Sartre, mise en scène Jean Meyer, Théâtre Antoine
- 1955 : Anastasia de Marcelle Maurette, mise en scène Jean Le Poulain, Théâtre Antoine
- 1959 : Les Trois Chapeaux claque de Miguel Mihura, mise en scène Olivier Hussenot, Théâtre de l'Alliance française

## Filmographie

### Comme acteur
- 1912 : Il y a des pieds au plafond d'Abel Gance
- 1912 : Le Nègre blanc d'Abel Gance
- 1912 : La Digue d'Abel Gance
- 1912 : La Maison des lions de Louis Feuillade
- 1912 : Le Masque d'horreur d'Abel Gance : (Ermont)
- 1913 : Fascination de Gérard Bourgeois
- 1913 : L'Homme qui assassina d'Henri Andréani : (Sir Falkland)
- 1913 : Toinon la ruine d'Alexandre Devarennes
- 1913 : Jacques, l'honneur d'Henri Andréani : (Bosco)
- 1914 : Les Enfants d'Édouard d'Henri Andréani : (Le duc de Buckingham)
- 1914 : Montmartre de René Leprince
- 1914 : Ne touchez pas au drapeau de Jacques Roullet
- 1915 : La Goualeuse d'Alexandre Devarennes et Georges Monca : (Firmin Broustel)
- 1916 : C'est pour les orphelins ! de Louis Feuillade
- 1916 : Le calvaire de Mignon de Marcel Simon
- 1916 : Léda (anonyme)
- 1917 : Le Cas du procureur Lesnin de Jacques de Baroncelli
- 1917 : Le Porteur aux halles de Gaston Leprieur : (Jourdan)
- 1917 : L'Arriviste de Gaston Leprieur : (Maître Claude Barsac)
- 1917 : La Petite Mobilisée de Gaston Leprieur : (Tellier)
- 1917 : L'Autre de Louis Feuillade
- 1918 : Trois familles d'Alexandre Devarennes
- 1918 : La Dixième Symphonie de Abel Gance : (Frédéric "Fred" Ryce)
- 1918 : Humanité de Albert Dieudonné
- 1919 : Le Mystère de la villa Mortain de Pierre Bressol : (Jacques Mortain)
- 1919 :  La Faute d'Odette Maréchal d'Henry Roussell : (Le baron Otto Zampach)
- 1919 :  Jacques Landauze d'André Hugon : (M. Montazon)
- 1919 :  La Mission du docteur Klivers de Pierre Bressol
- 1920 : La Fête espagnole de Germaine Dulac : (Miguélan)
- 1921 : La Belle Dame sans merci de Germaine Dulac : (Le comte Guy d'Amaury)
- 1921 :  La Vivante épingle de Jacques Robert : (Hackey)
- 1921 : La Nuit du 13 d'Henri Fescourt : (Le docteur Arnolf)
- 1921 : Mathias Sandorf d'Henri Fescourt : (Silas Toronthal)
- 1921 : Le Roi de Camargue d'André Hugon : (Rampal)
- 1921 : Chantelouve de Georges Monca et Rose Pansini : (Le baron de Thièvres)
- 1922 : La Conquête des Gaules de Marcel Yonnet et Yan B. Dyl
- 1922 : Le Crime de Monique de Robert Péguy : (M. Ruffat)
- 1922 : Notre-Dame-d'Amour d'André Hugon : (Martegas)
- 1922 : Le Diamant noir d'André Hugon
- 1922 : Judith de Georges Monca et Rose Pansini : (Christophe Rozès)
- 1923 : Le Mariage de nuit d'Armand Du Plessy :(Romano)
- 1923 : La Rue du pavé d'amour d'André Hugon : (Alain Le Friec)
- 1923 : La Garçonne d'Armand Du Plessy : (Régis Boisselot)
- 1924 : Au secours ! d'Abel Gance : (Le comte de Mornay)
- 1925 : Les Misérables de Henri Fescourt : (L'inspecteur Javert)
- 1926 : Titi premier, roi des gosses de René Leprince : (Le roi Boris)
- 1927 : Princesse Masha de René Leprince : (Le général Tcherkoff)
- 1927 : Antoinette Sabrier de Germaine Dulac : (Jamayne)
- 1929 : Les Trois Masques d'André Hugon : (Pretti della Corba)
- 1929 : Monte Cristo d'Henri Fescourt : (M. de Villefort)
- 1929 : La Merveilleuse vie de Jeanne d'Arc de Marco de Gastyne
- 1930 : Nuits de princes de Marcel L'Herbier : (Le général Alexeieff)
- 1930 : Le Tampon du capiston - Uniquement le coréalisateur -
- 1930 : La Femme et le Rossignol d'André Hugon - Uniquement le scénariste -
- 1930 : Lévy et Cie d'André Hugon - Uniquement le scénariste -
- 1930 : Le Poignard malais de Roger Goupillières : (Moutier)
- 1930 : La Tendresse d'André Hugon : (Paul Barnac, l'académicien)
- 1931 : L'Ensorcellement de Séville de Benito Perojo
- 1932 : Le Marchand de sable d'André Hugon + scénariste : (Warneskine)
- 1932 : La Croix du sud d'André Hugon : (Le professeur Ménard)
- 1933 : L'Épervier de Marcel L'Herbier
- 1933 : Le Petit Roi de Julien Duvivier : (Le comte Marski)
- 1934 : La Cinquième Empreinte de Karl Anton : (Le professeur Anthony)
- 1934 : La Reine de Biarritz - Uniquement réalisateur et scénariste -
- 1934 : Fedora de Louis Gasnier : (Le général Yarischkine)
- 1934 : Un de la montagne de Serge de Poligny et René Le Hénaff : (Le pasteur)
- 1934 : Le Bonheur de Marcel L'Herbier : (Maître Balbant)
- 1934 : Les Nuits moscovites d'Alexis Granowsky : (Le chef d'état major)
- 1935 : Stradivarius de Geza von Bolváry et Albert Valentin : (Le professeur Hoffer)
- 1935 : Un homme de trop à bord de Gerhardt Lamprecht et Roger Le Bon : (Muller)
- 1936 : Le Faiseur d'André Hugon : (Berchut)
- 1936 : La Chanson du souvenir de Detlef Sierck et Serge de Poligny : (Le colonel Flumms)
- 1936 : Le Vertige de Paul Schiller : (Le général Mikailoff)
- 1936 : Tarass Boulba d'Alexis Granowsky : (Un cosaque)
- 1936 : Les Gais Lurons de Paul Martin et Jacques Natanson : (Le juge)
- 1936 : Les Mariages de Mademoiselle Lévy d'André Hugon
- 1937 : Miarka, la fille à l'ourse de Jean Choux : (Le garde champêtre)
- 1937 : Monsieur Bégonia d'André Hugon : (L'inspecteur)
- 1937 : La Danseuse rouge de Jean-Paul Paulin : (Le procureur Arnoux)
- 1937 : Double crime sur la ligne Maginot de Félix Gandéra
- 1937 : Prince de mon cœur de Jacques Daniel-Norman : (Yvan, le piqueur)
- 1937 : Le Porte-veine d'André Berthomieu : (Berville)
- 1937 : Nuits de feu de Marcel L'Herbier : (Balichev)
- 1938 : La Rue sans joie d'André Hugon
- 1938 : Le Héros de la Marne d'André Hugon : (L'officier allemand)
- 1939 : Entente cordiale de Marcel L'Herbier : (Lord Salisbury)
- 1939 : Cas de conscience de Walter Kapps : (Roger Chapuis)
- 1942 : La Neige sur les pas d'André Berthomieu : (Le père prieur)
- 1942 : La Croisée des chemins d'André Berthomieu : (Hérault)
- 1943 : La Sévillane d'André Hugon : (Montilla, le père de Rafaelito)
- 1943 : Le Chant de l'exilé d'André Hugon : (Le commandant Renard)
- 1943 : Ne le criez pas sur les toits de Jacques Daniel-Norman : (Le président du tribunal)
- 1943 : Arlette et l'Amour de Robert Vernay : (Le comte de Brulant)
- 1944 : La Rabouilleuse de Fernand Rivers
- 1944 : Le Bossu de Jean Delannoy : (Le marquis de Caylus)
- 1945 : Peloton d'exécution d'André Berthomieu : (Von Angel)
- 1945 : Le Diamant de cent sous de Jacques Daniel-Norman : (William)
- 1947 : Vertiges de Richard Pottier : (Le radiologue)
- 1948 : Le Secret de Mayerling de Jean Delannoy : (Le comte Taafe)
- 1948 : L'Armoire volante de Carlo Rim : (L'acteur)
- 1949 : Docteur Laennec de Maurice Cloche : (Le docteur Broussais)
- 1949 : La Femme nue d'André Berthomieu : (Garzin)
- 1951 : Édouard et Carolinede Jacques Becker : (Herbert Barville)
- 1951 : Les Deux Gamines de Maurice de Canonge : (M. Bersange)
- 1952 : Jamais deux sans trois d'André Berthomieu : (Roberval)
- 1952 : La Fugue de monsieur Perle de Pierre Gaspard-Huit : (Adrien Bontoux
- 1953 : Madame de... de Max Ophüls : (Le doyen du corps diplomatique)
- 1954 : Avant le déluge d'André Cayatte : (Le chef d'orchestre)
- 1954 : Obsession de Jean Delannoy : (Le président des assises)
- 1956 : Le Pays d'où je viens de Marcel Carné : (L'oncle Ludovic)
- 1956 : En votre âme et conscience, épisode L'Affaire Hugues de Jean Prat
- 1957 : En votre âme et conscience : L'Affaire Lacenaire de Jean Prat
- 1957 : Trois jours à vivre de Gilles Grangier : (Le président des assises)
- 1957 : En votre âme et conscience, épisode : L'Affaire Lafarge de Jean Prat
- 1957 : En votre âme et conscience, épisode : L'affaire Sarret-Schmidt de Jean Prat
- 1958 : En votre âme et conscience :  Les Traditions du moment ou l'Affaire Fualdès de Claude Barma
- 1959 : Clarisse Fenigan

### Scénariste
- 1930 : La Femme et le Rossignol
- 1930 : Les Galeries Lévy et Cie
- 1931 : Le Marchand de sable
- 1931 : Moritz macht sein Glück

### Réalisateur
- 1930 : Le Tampon du capiston
- 1934 : La Reine de Biarritz

## Doublage
- 1941 : Qu'elle était verte ma vallée : M. Morgan (Donald Crisp)
- 1952 : Les Feux de la rampe : Mr. Postant (Nigel Bruce)
- 1952 : Viva Zapata ! : Victoriano Huerta (Frank Silvera)
- 1955 : Des pas dans le brouillard : l'inspecteur R.M. Peters (Finlay Currie)
- 1956 : Ce soir les souris dansent : le grand-père aveugle (Àngel Moreno)
- 1957 : Témoin à charge : sir Wilfrid Robarts (Charles Laughton)